# 특정물
특정물(特定物)이란 민법상의 개념으로 거래를 하는 데 있어서 당사자가 특히 목적물의 개성에 착안하여 이를 지정한 경우 그 목적물을 특정물이라고 한다. 즉 매매계약의 성립시에 확정되어 합의된 물품, 즉 매매계약의 목적물로서 선택된 "현물"이다. '이 백과사전', '이 노트북'이라고 하는 것이 한 예이다.

## 불특정물과의 관계
특정물은 구체적인 거래에서 당사자가 특히 물건의 개성(個性)에 착안하여 거래한 물건을 말한다. 즉 물건의 성질에서 결정되는 것이 아니라 당사자의 주관(主觀)에 의하여 결정된다. 예컨대 '이 말(馬)'·'이 구두(靴)'와 같이 지정한 경우이다. 불특정물은 당사자가 거래에서 물건의 개성에 착안하지 않고 단지 수량·종류·품질에 의하여 지정한 물건을 말한다. 예컨대 'OB맥주 1상자'라고 하는 것과 같다. 따라서 이 구별은 주관적이며 상대적이므로 동일물이라도 당사자의 의사에 의하여 좌우된다. 예컨대 금전은 보통은 불특정물이지만 특히 봉금(封金)으로서 또는 지폐의 번호를 지적하면 특정물이 된다. 그리고 그것이 어느 편에 속하느냐에 따라 법적인 보호가 다르다. 예컨대 보존의무(374조)·인도(引渡)(462조)·매도인의 담보책임(570조) 등이 그러하다.

## 판례
- 특정물의 매매에서 그 목적물이 매수인에게 인도되지 아니하였으면 매수인이 대금지급을 지체하여도 매도인은 인도가 이루어지기 이전에 발생한 목적물의 관리보존비의 상환을 구할 수 없다[2]

## 같이 보기
- 특정물채권
- 채권자대위권